# Ford LTD II
Der Ford LTD II ist ein vom US-amerikanischen Automobilhersteller Ford von 1976 bis 1979 produziertes Modell der oberen Mittelklasse mit Hinterradantrieb. Parallelmodell des LTD II war der von der Mercury Division angebotene Cougar.

## Modellgeschichte
Der LTD II wurde zum Modelljahr 1977 eingeführt und ersetzte den Ford Torino, auf dessen unveränderter Technik er aufbaute; neu war lediglich die Karosserie.

### Modellbezeichnung
Für die neue Mittelklassereihe ließ Ford den seit zehn Jahren verwendeten und erfolgreich etablierten Namen Torino fallen. Die letzte Modellreihe des Torino war wegen seiner mangelnden Wirtschaftlichkeit zuletzt stark kritisiert worden; durch eine neue Bezeichnung sollte das neue Mittelklassemodell äußerlich wahrnehmbar von seinem Vorgänger abgesetzt werden.
Der Name LTD II stellte einen Bezug zu Fords Full-Size-Modellen her, die seit 1965 als Ford LTD (für „Luxury Trim Decor“) bezeichnet wurden. Die Begrifflichkeit sollte suggerieren, dass das neue Mittelklassemodell in einer Verwandtschaft zum Full-Size LTD stehe und dessen „kleiner Bruder“ sei. Das traf allerdings nur noch bis 1977 zu, denn die zum Modelljahr 1979 vorgestellte vierte Generation des LTD war kleiner als der veraltete LTD II. Insofern war die Modellpalette der Marke Ford ab 1978 von einem Widerspruch geprägt.

### Technik und Karosserie

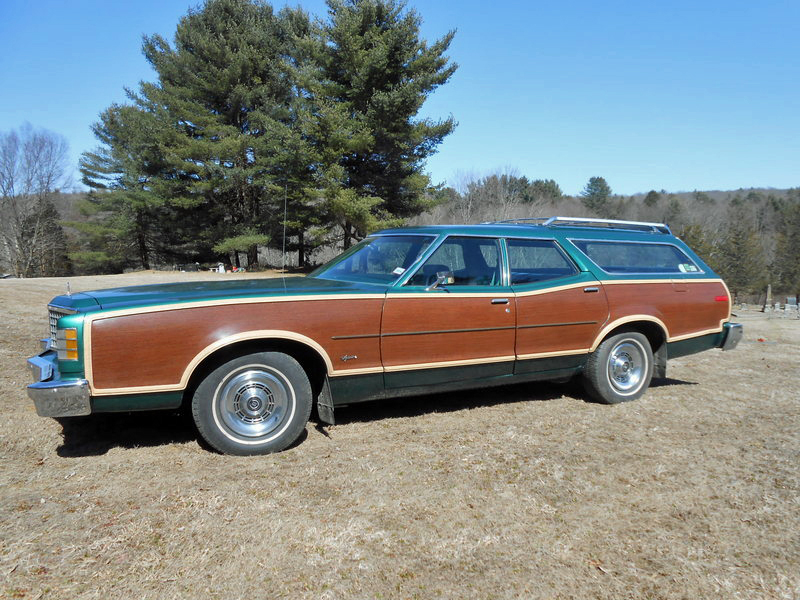
Mit der Heckpartie des früheren Torino: LTD II Squire Wagon

Wie der Torino hatte auch der LTD II ein separates Fahrgestell in Form eines Kastenrahmens. Er war das letzte amerikanische Mittelklassefahrzeug, das noch diese Konstruktionsweise verwendete; die Modelle der Konkurrenzunternehmen General Motors und Chrysler hatten bereits seit längerem selbsttragende Karosserien. Ford stellte die Verwendung eines Kastenrahmens in der Werbung als bestes Mittel dar, um Straßeneinflüsse herauszufiltern und den Fahrkomfort für die Passagiere zu erhöhen, Kritiker wiesen dagegen darauf hin, dass ein Fahrzeug mit separatem Fahrgestell vor allem kostengünstiger zu konstruieren und einfacher zu modifizieren sei.
Als Antriebsquelle nutzte der LTD II ausschließlich Achtzylindermotoren, die 4,9 Liter, 5,8 Liter oder 6,6 Liter groß waren. Im letzten Modelljahr war der größte Motor nicht mehr erhältlich. Die Kraftübertragung erfolgte serienmäßig über ein automatisches Dreiganggetriebe.
Die Karosserie des LTD II war neu gestaltet worden. Sie war glattflächiger und von eckigen Zügen geprägt. Besondere Merkmale waren der sehr breite Kühlergrill und die übereinander angeordneten Doppelscheinwerfer, die in der zweiten Hälfte der 1970er-Jahre ein gängiges Stilmittel waren. Als Karosserieversionen waren eine viertürige Limousine sowie ein zweitüriges Coupé verfügbar, dessen Radstand wie schon beim Torino geringfügig kürzer war. Coupé und Limousine hatten wahlweise eine geschlossene C-Säule oder ein als Opera Window bezeichnetes drittes Seitenfenster; höherwertige Versionen wiesen außerdem ein mit Vinyl bezogenes Dach auf. Nur im ersten Modelljahr gab es zusätzlich einen fünftürigen Kombi, dessen Karosserie ab der B-Säule noch der des Torino Kombi entsprach, also starke Rundungen im Bereich der hinteren Kotflügel aufwies.
Ford sah drei Ausstattungsvarianten für den LTD II vor:
- Die Basisversion hieß LTD II S,
- eine höherwertig ausgestattete Version trug die Bezeichnung LTD II ohne weiteren Zusatz,
- die Spitzenversion wurde als LTD II Brougham angeboten.

### Die Produktion
Die Verkaufszahlen des LTD II waren insgesamt enttäuschend. Der Wagen erschien in den Zeiten der Ölkrise unangemessen groß und schwer. Gegen die zum Modelljahr 1978 neu gestalteten Mittelklassemodelle von General Motors, die wesentlich kleiner und sparsamer waren, geriet der LTD II verkaufsmäßig sehr stark ins Hintertreffen, sodass seine Herstellung im Sommer 1979 eingestellt wurde. Im Einzelnen verteilt sich die Produktion wie folgt:
| Modelljahr | Coupé   | Sedan   | Wagon  | Gesamt  |
| ---------- | ------- | ------- | ------ | ------- |
| 1977       | 87.959  | 94.330  | 56.110 | 238.399 |
| 1978       | 85.289  | 85.255  | -      | 170.544 |
| 1979       | 19.134  | 29.430  | -      | 48.564  |
| Gesamt     | 192.382 | 209.015 | 56.110 | 457.507 |

## Ableitungen

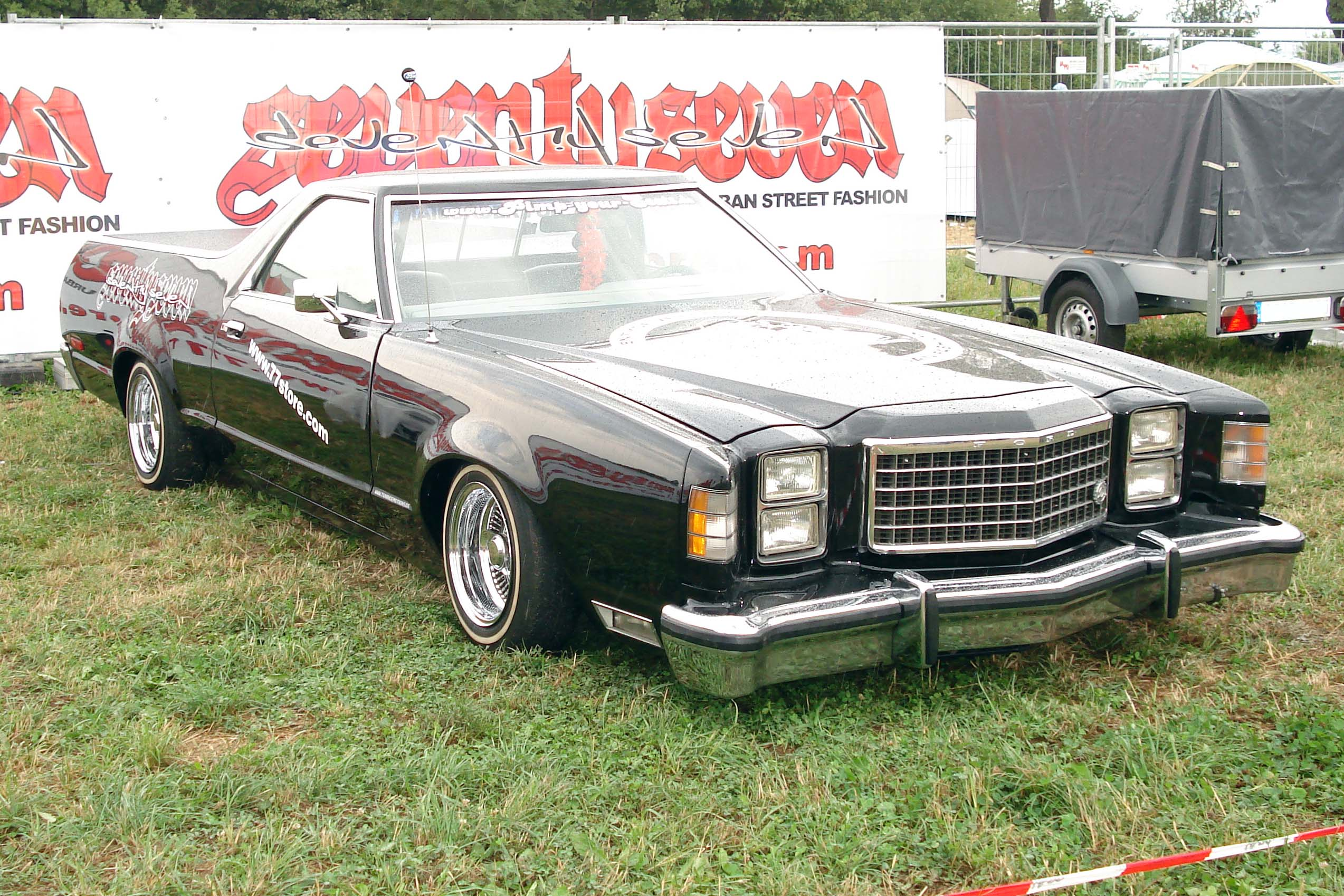
Pick-Up-Version des LTD II: Der Ford Ranchero

- Ein Parallelmodell des LTD II war die dritte Generation des Mercury Cougar. Sie unterschied sich vom LTD II allein durch eine geänderte Gestaltung der Front- und Heckpartie sowie durch eigenständige Ausstattungslinien.
- Auf dem Fahrgestell des LTD II basierte die siebte Generation des Ford Thunderbird, die vielfach als „Torino Birds“ bezeichnet wird. Davon abgeleitet ist die Mercury-Version mit der Bezeichnung Mercury Cougar XR-7.
- Eine Pick-up-Version des LTD II wurde schließlich von 1977 bis 1979 als Ford Ranchero verkauft.

## Nachfolger
Der LTD II hatte keinen direkten Nachfolger. Mit der Einstellung seiner Produktion wurde der ursprünglich als Kompaktwagen konzipierte und unterhalb des Torino/LTD II positionierte Granada hinter dem LTD zum zweitgrößten Modell von Ford. Er und sein bis 1982 produzierter Nachfolger gleichen Namens übernahmen ab 1980 die Rolle des Mittelklasse-Ford und folgten damit indirekt dem LTD II.

## Technische Daten
| Technische Daten Ford LTD II         | Technische Daten Ford LTD II                                                            | Technische Daten Ford LTD II                                                            | Technische Daten Ford LTD II                                                            |
|                                      | 5,0 Liter V8                                                                            | 5,8 Liter V8                                                                            | 6,6 Liter V8                                                                            |
| ------------------------------------ | --------------------------------------------------------------------------------------- | --------------------------------------------------------------------------------------- | --------------------------------------------------------------------------------------- |
| Bauzeit                              | 1977–1979                                                                               | 1977–1979                                                                               | 1977–1978                                                                               |
| Motor:                               | Achtzylinder V-Motor                                                                    | Achtzylinder V-Motor                                                                    | Achtzylinder V-Motor                                                                    |
| Hubraum:                             | 4.942 cm³                                                                               | 5.766 cm³                                                                               | 6.590 cm³                                                                               |
| Bohrung × Hub:                       | 101,62 × 76,2 mm                                                                        | 101,62 × 88,9 mm                                                                        | 101,6 × 101,6 mm                                                                        |
| Leistung bei 1/min:                  | 134 PS bei 3.400                                                                        | 152 bei 3.600                                                                           | 166 bei 3.800                                                                           |
| Verdichtung:                         | 8,4:1                                                                                   | 8,4:1                                                                                   | 8,4:1                                                                                   |
| Gemischaufbereitung:                 | Doppelvergaser Ford                                                                     | Doppelvergaser Ford                                                                     | Doppelvergaser Ford                                                                     |
| Ventilsteuerung:                     | hängende Ventile seitliche Nockenwelle                                                  | hängende Ventile seitliche Nockenwelle                                                  | hängende Ventile seitliche Nockenwelle                                                  |
| Kühlung:                             | Wasserkühlung                                                                           | Wasserkühlung                                                                           | Wasserkühlung                                                                           |
| Getriebe:                            | Automatisches Dreiganggetriebe                                                          | Automatisches Dreiganggetriebe                                                          | Automatisches Dreiganggetriebe                                                          |
| Radaufhängung vorn:                  | Querlenker Schraubenfedern                                                              | Querlenker Schraubenfedern                                                              | Querlenker Schraubenfedern                                                              |
| Radaufhängung hinten:                | Starrachse Blattfedern                                                                  | Starrachse Blattfedern                                                                  | Starrachse Blattfedern                                                                  |
| Bremsen:                             | vorn und hinten Scheibenbremsen                                                         | vorn und hinten Scheibenbremsen                                                         | vorn und hinten Scheibenbremsen                                                         |
| Karosserie:                          | Kastenrahmen Stahlaufbau                                                                | Kastenrahmen Stahlaufbau                                                                | Kastenrahmen Stahlaufbau                                                                |
| Radstand:                            | 2896 mm                                                                                 | 2896 mm                                                                                 | 2896 mm                                                                                 |
| Abmessungen (Länge × Breite × Höhe): | Coupé: 5474 × 1920 × 1336 mm Limousine: 5575 × 1920 × 1354 mm Kombi: 5667 × 2006 × 1394 | Coupé: 5474 × 1920 × 1336 mm Limousine: 5575 × 1920 × 1354 mm Kombi: 5667 × 2006 × 1394 | Coupé: 5474 × 1920 × 1336 mm Limousine: 5575 × 1920 × 1354 mm Kombi: 5667 × 2006 × 1394 |
| Leergewicht:                         | 1803 kg                                                                                 | 1868 kg                                                                                 | 1897 kg                                                                                 |
| Höchstgeschwindigkeit:               | 160 km/h                                                                                | 165 km/h                                                                                | 170 km/h                                                                                |
| Verbrauch auf 100 km:                | 18,0 Liter                                                                              | 18,8 Liter                                                                              | 21,6 Liter                                                                              |